# Frederik Daem
Frederik Willem Daem (Jette, 1988) is een Belgisch schrijver en scenarist. 

## Jeugd en opleiding
Daem groeide op in het westen van Brussel. Hij doorliep het Sint-Pieterscollege in Jette en studeerde vervolgens film aan het RITCS en filosofie aan de KU Leuven. In 2020 resideerde hij aan de Jan van Eyck Academie in Maastricht.

## Werk
In 2015 debuteerde Daem bij De Bezige Bij ook met de verhalenbundel Zelfs de vogels vallen, waarvoor hij bekroond werd met de Debuutprijs 2016. 
In datzelfde jaar richtte hij samen met journalist Jozefien Van Beek het magazine Oogst op, een niet-actueel tijdschrift over beeldende kunst, literatuur en film dat vier keer per jaar verscheen. 
Over de jaren heen schreef Daem teksten voor de kunstenaarsboeken van o.a. Rinus Van de Velde, Dirk Braeckman en Helmut Stallaerts en publiceerde hij verhalen, artikelen en interviews in onder meer De Standaard, The Literary Review, De Morgen, Das Magazin, Vrij Nederland, Revisor en DW B.
In 2020 verscheen zijn eerste roman Tekens van leven, die lovend ontvangen werd en genomineerd was voor De Bronzen Uil.
Eind 2024 ging op Streamz en Videoland de tiendelige televisiereeks Putain in première die Daem mee bedacht en schreef. Bij de release kreeg Putain lovende kritieken van zowel recensenten als kijkers. De serie werd geprezen om de sterke acteerprestaties, het realistische script en de wijze waarop sociale problematiek wordt aangekaart. Critici noemden het een van de meest relevante en oprechte producties van het jaar. 